# شهرستان باگایفسکی
شهرستان باگایفسکی (به لاتین: Bagayevsky District) یک شهرستان در روسیه است که در استان روستوف واقع شده‌است.